# 히코나리촌
히코나리촌(彦成村)은 사이타마현 기타카쓰시카군에 설치되었던 촌이다. 현재의 미사토시, 요시카와시에 해당한다.